# William Fair
William Fair ist ein US-amerikanischer Schauspieler.

## Leben
Fair gab sein Schauspieldebüt 1983 im Kurzfilm China Lake. Zwei Jahre später gab er in Monster aus der Galaxis in der Rolle des Mitchell Carter sein Spielfilmdebüt. Im Laufe der 1980er Jahre war er als Episodendarsteller in verschiedenen Fernsehserien wie Die Schöne und das Biest, Privatdetektiv Harry McGraw, Ohara oder Unter der Sonne Kaliforniens zu sehen. Zu Beginn der 1990er Jahre lag sein schauspielerischer Fokus auf Fernsehfilme wie Zwei Asse schlagen zu, Zum Töten freigegeben, Den Killer im Nacken oder Ihre einzige Chance. 1998 hatte er eine Nebenrolle im Blockbuster Deep Impact. Nach fast 15 Jahre Abstand vom Filmschauspiel war er 2013 in der Rolle des Mike Connelly im Film Rudy Connelly Calls the Shots zu sehen. Elf Jahre später verkörperte er die Rolle des U.S. Marshall Richard Stockton im Film Killing Cookie, der 2024 erschien.

## Filmografie (Auswahl)
- 1983: China Lake (Kurzfilm)
- 1985: Monster aus der Galaxis (Biohazard)
- 1986: Matlock (Fernsehserie, Episode 1x07)
- 1987: LBJ: The Early Years (Fernsehfilm)
- 1987: The Bronx Zoo (Fernsehserie, Episode 1x04)
- 1987: Die Schöne und das Biest (Beauty and the Beast, Fernsehserie, Episode 1x08)
- 1988: Privatdetektiv Harry McGraw (The Law and Harry McGraw, Fernsehserie, Episode 1x16)
- 1988: Ohara (Fernsehserie, Episode 2x17)
- 1988: Deep Space
- 1988: Mutter geht auf Männerjagd (Take My Daughters, Please, Fernsehfilm)
- 1989: Unter der Sonne Kaliforniens (Knots Landing, Fernsehserie, Episode 10x14)
- 1989: Der Hai aus L.A. (Nashville Beat, Fernsehfilm)
- 1989: Mancuso, FBI (Fernsehserie, Episode 1x02)
- 1989: Die Champagner-Dynastie (Till We Meet Again, Miniserie, 2 Episoden)
- 1990: Zwei Asse schlagen zu (Pair of Aces, Fernsehfilm)
- 1990: Pentagramm – Die Macht des Bösen (The First Power)
- 1990: Seinfeld (Fernsehserie, Episode 1x02)
- 1993: Zum Töten freigegeben (Marked for Murder, Fernsehfilm)
- 1994: Den Killer im Nacken (One Woman’s Courage, Fernsehfilm)
- 1996: Ihre einzige Chance (Her Last Chance, Fernsehfilm)
- 1998: Deep Impact
- 2013: Rudy Connelly Calls the Shots
- 2024: Killing Cookie